# アードン川
アードン川 （アードンがわ、ロシア語: Ардон, オセット語: Æрыдон, Ærydon）は、ロシアの北オセチア・アラニヤ共和国を流れる川であり、テレク川の左支流である。川の延長は102キロメートル、流域面積は2,700平方キロメートルある。アードン川は、大カフカース山脈の氷河に源を発す。オセチア軍用道路（en:Ossetian Military Road）は、アードン川の谷を渡る。

## 参照
『大ソビエト百科事典』,1969-1978
座標: 北緯42度58分5秒 東経44度9分11秒 / 北緯42.96806度 東経44.15306度